# Panilla diagramma
Panilla diagramma là một loài bướm đêm trong họ Erebidae.